# David Sloan
David Sloan (Lisburn, 28 d'octubre de 1941 - 4 de febrer de 2016) va ser un futbolista nord-irlandès que jugava en la demarcació de migcampista.
Va jugar dos partits amb la selecció de futbol d'Irlanda del Nord. Va debutar el 10 de setembre de 1968 en un partit amistós contra Israel, partit que va finalitzar amb un resultat de 2-3 a favor del combinat nord-irlandès. El seu segon i últim partit el va disputar l'11 de novembre de 1970 contra Espanya per la classificació per l'Eurocopa de 1972, finalitzant amb un marcador de 3-0 a favor d'Espanya.

## Clubs
| Club                 | País       | Any         | Partits | Gols |
| -------------------- | ---------- | ----------- | ------- | ---- |
| Scunthorpe United FC | Anglaterra | 1963 - 1967 | 136     | 42   |
| Oxford United FC     | Anglaterra | 1967 - 1973 | 174     | 29   |
| Walsall FC           | Anglaterra | 1973 - 1975 | 49      | 3    |